# Live at the Isle of Wight Festival 1970
Live at the Isle of Wight Festival 1970 is een officieel uitgegeven live-album van de Britse rockband The Who. Het album werd opgenomen op 29 augustus 1970 tijdens het Isle of Wight Festival, ook wel bekend als het Engelse Woodstock. Sony gaf het in 1996 uit op cd en ook op VHS. De VHS werd heruitgegeven als DVD in 1988 en geremasterd in 2004.
The Who speelde tijdens het festival een aantal niet uitgegeven en dus vrij onbekende nummers. Zo werd het publiek voor het eerst geconfronteerd met de nieuwe songs "Water", "I Don't Even Know Myself" en "Naked Eye". Deze gingen overigens vergezeld met de oude krakers "Substitute", "My Generation", "Magic Bus", "I Can't Explain" en de vaste covers van "Shakin' All Over" en "Summertime Blues".

## Track listing

### Disc 1
1. "Heaven And Hell"
2. "I Can't Explain"
3. "Young Man Blues"
4. "I Don't Even Know Myself"
5. "Water"
6. "Overture"**
7. "It's a Boy"**
8. "1921"**
9. "Amazing Journey"**
10. "Sparks"**
11. "Eyesight to the Blind (The Hawker)"**
12. "Christmas"**

### Disc 2
1. "The Acid Queen"**
2. "Pinball Wizard"**
3. "Do You Think It's Alright?"**
4. "Fiddle About"**
5. "Tommy, Can You Hear Me?"**
6. "There's a Doctor"**
7. "Go to the Mirror"**
8. "Smash the Mirror"**
9. "Miracle Cure"**
10. "I'm Free"**
11. "Tommy's Holiday Camp"**
12. "We're Not Gonna Take It"**
13. "Summertime Blues"
14. "Shakin' All Over / Spoonful / Twist and Shout"
15. "Substitute"
16. "My Generation"
17. "Naked Eye"
18. "Magic Bus"

** = De nummers met twee asterisken (**) zijn afkomstig van de rockopera Tommy.